# 世界历史 (中文杂志)
《世界历史》是中国社会科学出版社发行的世界史学术研究双月刊。编辑部位于北京王府井大街东厂胡同1号。
它由中国社会科学院主管，由中国社会科学院世界历史研究所主办，是中国世界史研究领域惟一的专业性学术期刊。

## 历史沿革
1978年12月15日，《世界历史》第一期（试刊）正式出版。1988年从原来的128页增加到160页。2014年12月，成为国家新闻出版广电总局第一批认定学术期刊。

## 编委会
主编
- 张顺洪

副主编
- 赵文洪
- 张丽